# Grace Moore
Grace Moore (født 5. december 1898, død 26. januar 1947) var en amerikansk sopran operasangerinde, teater- og filmskuespiller.
Moore havde kælenavnet The Tennessee Nightingale. 
Hendes filmindspildninger var med til at popularisere opera.
Grace Moore omkom ved en flyulykke i Kastrup Lufthavn, da hun efter en koncert i KB-Hallen var på vej til Stockholm for at give koncert.